# جورج واشنطن وايت
جورج واشنطن وايت (بالإنجليزية: George Washington White)‏ هو محامي وقاضي أمريكي، ولد في 6 مايو 1931 في دوكيوسن في الولايات المتحدة، وتوفي في 12 نوفمبر 2011 في مايفيلد هايتس في الولايات المتحدة.